# Jonathan Ngwem
Jonathan Joseph Ngwem (1991. július 20. –) kameruni válogatott labdarúgó, aki jelenleg a Progresso játékosa.

## Pályafutása

### Klubcsapatban
A Pouma, a Jeunesse Bonamoussadi, az Unisport és a Progresso do Sambizanga csapataiban játszott karrierje során.

### A válogatottban
2015. október 31-én mutatkozott be a kameruni labdarúgó-válogatottban. Tagja volt a győztes válogatottnak, amely a 2017-es afrikai nemzetek kupáján vett részt. A 2017-es konföderációs kupára utazó keretben is lehetőséget kapott. Mindkét tornán csak a kispadon kapott lehetőséget.

## Sikerei, díjai
- Kamerun
  - Afrikai nemzetek kupája: 2017